# Routes du parc national des Pinnacles
 (novembre 2022).
Les routes du parc national des Pinnacles sont des routes américaines dans les comtés de Monterey et San Benito, en Californie. Situées à l'intérieur du parc national appelé parc national des Pinnacles, ces routes de montagne gravissent le chaînon Gabilan, partie des chaînes côtières californiennes. Elles sont inscrites au Registre national des lieux historiques depuis le 14 novembre 2022.